# Huevos Rancheros (banda)
Huevos Rancheros fue una banda de indie rock canadiense, formada en Calgary, Alberta, y activa entre 1990 y 2000.

## Historia
Huevos Rancheros se caracterizaron por interpretar música instrumental, mezcla de diferentes géneros; rockabilly, surf, grunge y punk. En sus primeros años, fueron considerados como un cruce entre Led Zeppelin y The Ventures. La banda fue formada originalmente por el guitarrista Brent Cooper, el bajista Graham Evans y el batería Richie Ranchero. Con esta formación, debutaron en 1990 con el EP de seis temas Huevosaurus,  publicado de forma independiente, antes de publicar en 1991 Rocket to Nowhere con Estrus Records.
Posteriormente, la banda firmó con C/Z Records, que reeditó Huevosaurus en 1992 y publicó en 1993 el álbum Endsville. En 1995, firmaron con Mint Records. Evans dejó la banda y fue reemplazado por Tom Kennedy.
En 1998, su álbum Get Outta Dodge fue nominado a un Premio Juno en la categoría de Mejor álbum de música alternativa del año.
La banda se disolvió en 2000, poco después de la publicación del álbum Muerte del Toro, aunque posteriormente se reunieron para actuar en un concierto benéfico con el objetivo de recaudar fondos para crear una beca de periodismo nombrada en memoria del crítico musical del Calgary Herald, James Muretich.
Cooper es actualmente miembro del trío instrumental The Ramblin' Ambassadors.

## Miembros de la banda

### Formación original
- Brent J. Cooper - guitarra
- Graham Evans - bajo
- Richie Lazarowich - batería

### Segunda formación
- Brent J. Cooper - guitarra
- Tom Kennedy - bajo
- Richie Lazarowich - batería

### Tercera formación
- Brent J. Cooper- guitarra
- Keith Rose - bajo
- Richie Lazarowich - batería

## Discografía

### EP
- Huevosaurus (1990; reissued on C/Z Records in 1992)
- Rocket to Nowhere (1991)
- The Wedge (Mint Records, 1999)

### Álbumes
- Endsville (C/Z Records, 1993)
- Dig In! (Mint Records, 1995)
- Longo Weekendo Fiesta (Lucky Records, 1995)
- Get Outta Dodge (Mint Records, 1996)
- Muerte del Toro (Mint Records, 2000)